# الدوري الفيتنامي 2004
الدوري الفيتنامي 2004 (بالفيتنامية: Giải bóng đá vô địch quốc gia 2004)‏ هو موسم من الدوري الفيتنامي. كان عدد الأندية المشاركة فيه 12، وفاز فيه نادي هوانغ آنه جيا لاي.